# مورچه‌مرغ کاکل‌بلوطی
مورچه‌مرغ کاکل‌بلوطی (نام علمی: Rhegmatorhina cristata) گونه‌ای از پرندگان در زیرتیرهٔ Thamnophilinae از تیرهٔ مورچه‌مرغان (Thamnophilidae) «نمادین» است که در برزیل و کلمبیا یافت می‌شود.